# П'ятихатка (селище)
П'ятихатка — селище в Україні, у Студенянській сільській громаді Тульчинського району Вінницької області. Населення становить 54 особи.

## Історія
7 (20) листопада 1917 року, відповідно до Третього Універсалу Української Центральної Ради, увійшло до складу Української Народної Республіки.
У серпні 2015 року селище увійшло до складу новоствореної Студенянської сільської громади.
12 червня 2020 року, відповідно до Розпорядження Кабінету Міністрів України  № 707-р «Про визначення адміністративних центрів та затвердження територій територіальних громад Вінницької області», увійшло до складу Студенянської сільської громади.
19 липня 2020 року, в результаті адміністративно-територіальної реформи та ліквідації Піщанського району, селище увійшло до складу Тульчинського району.

## Галерея

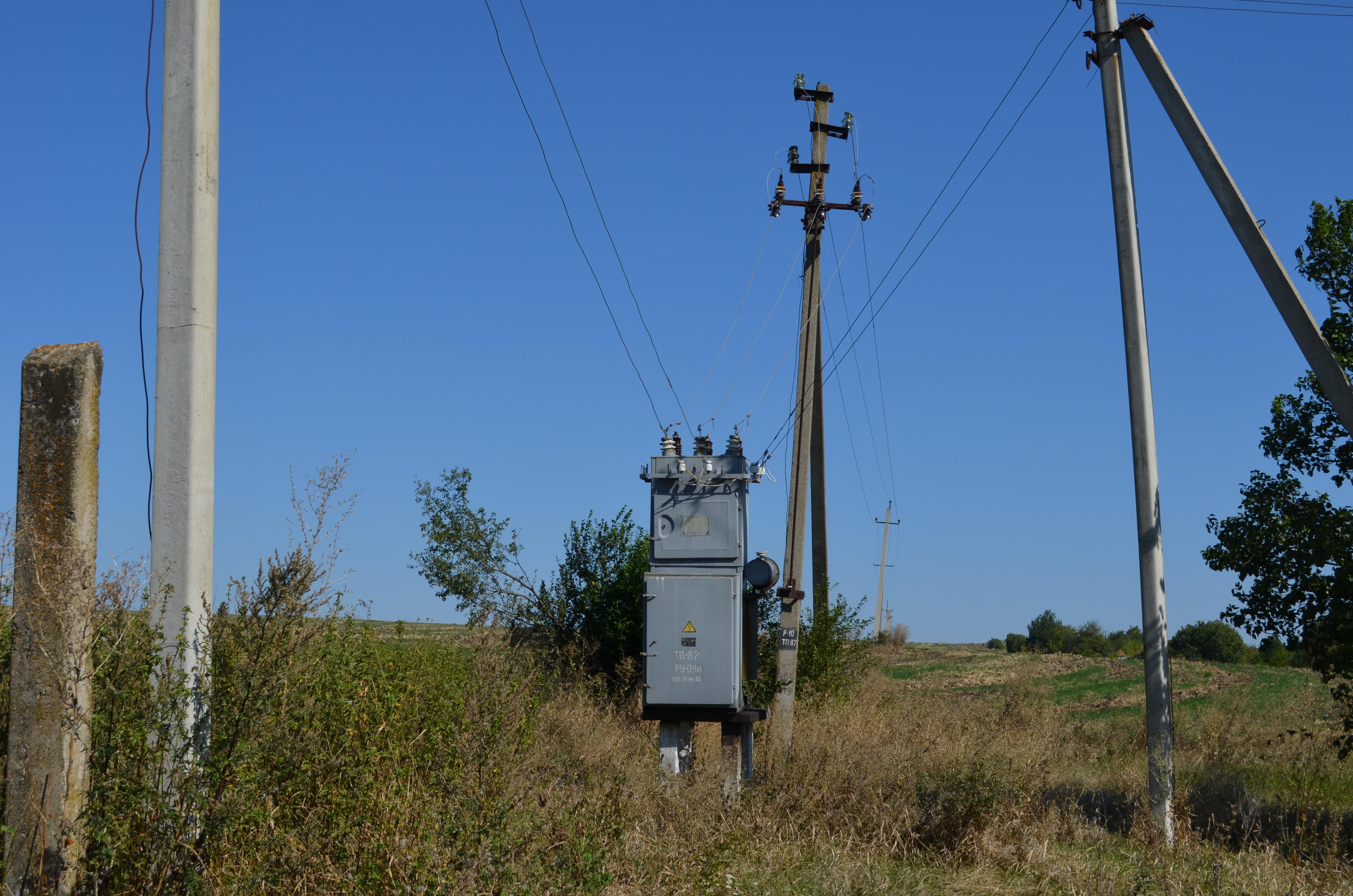
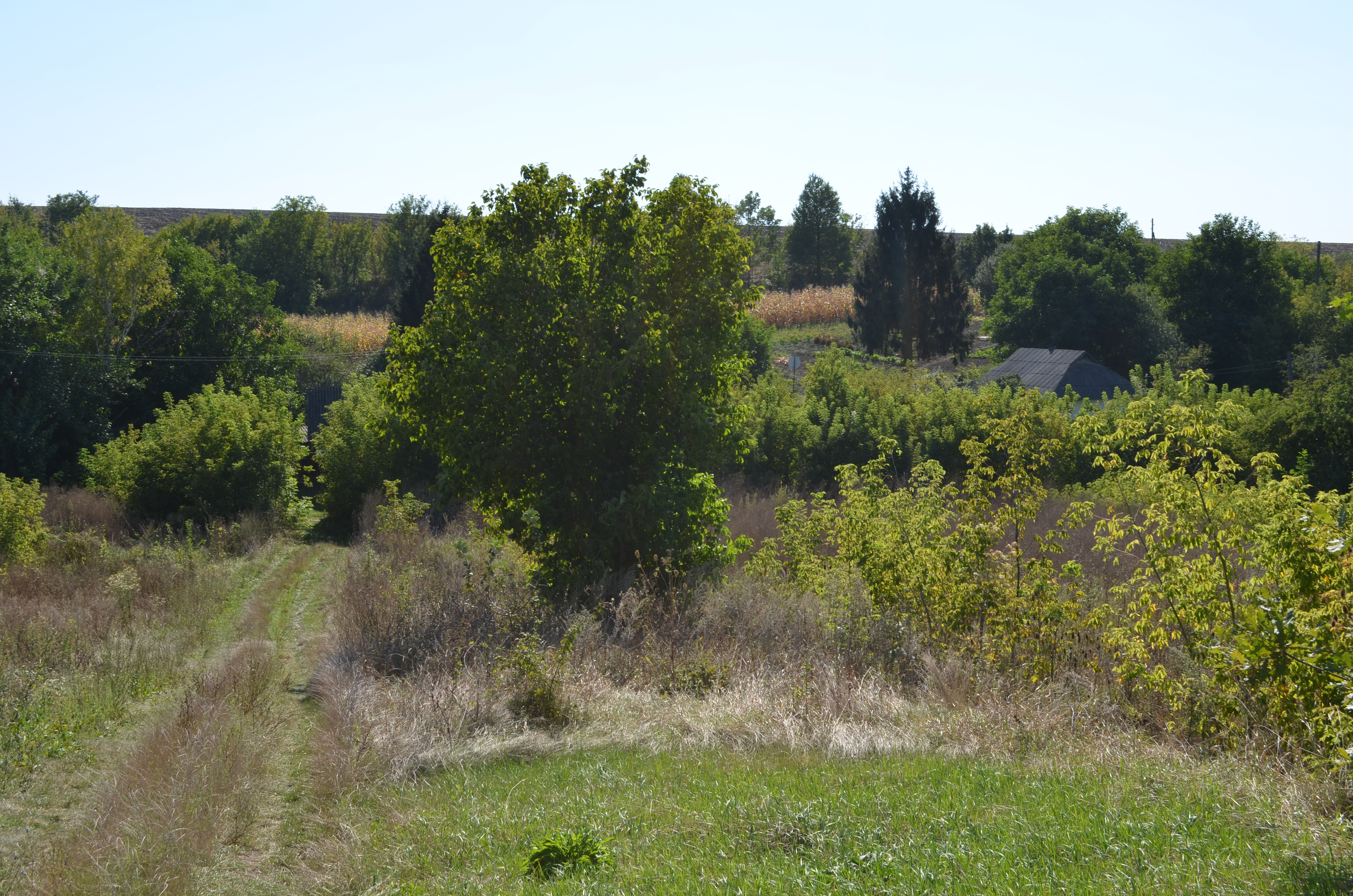
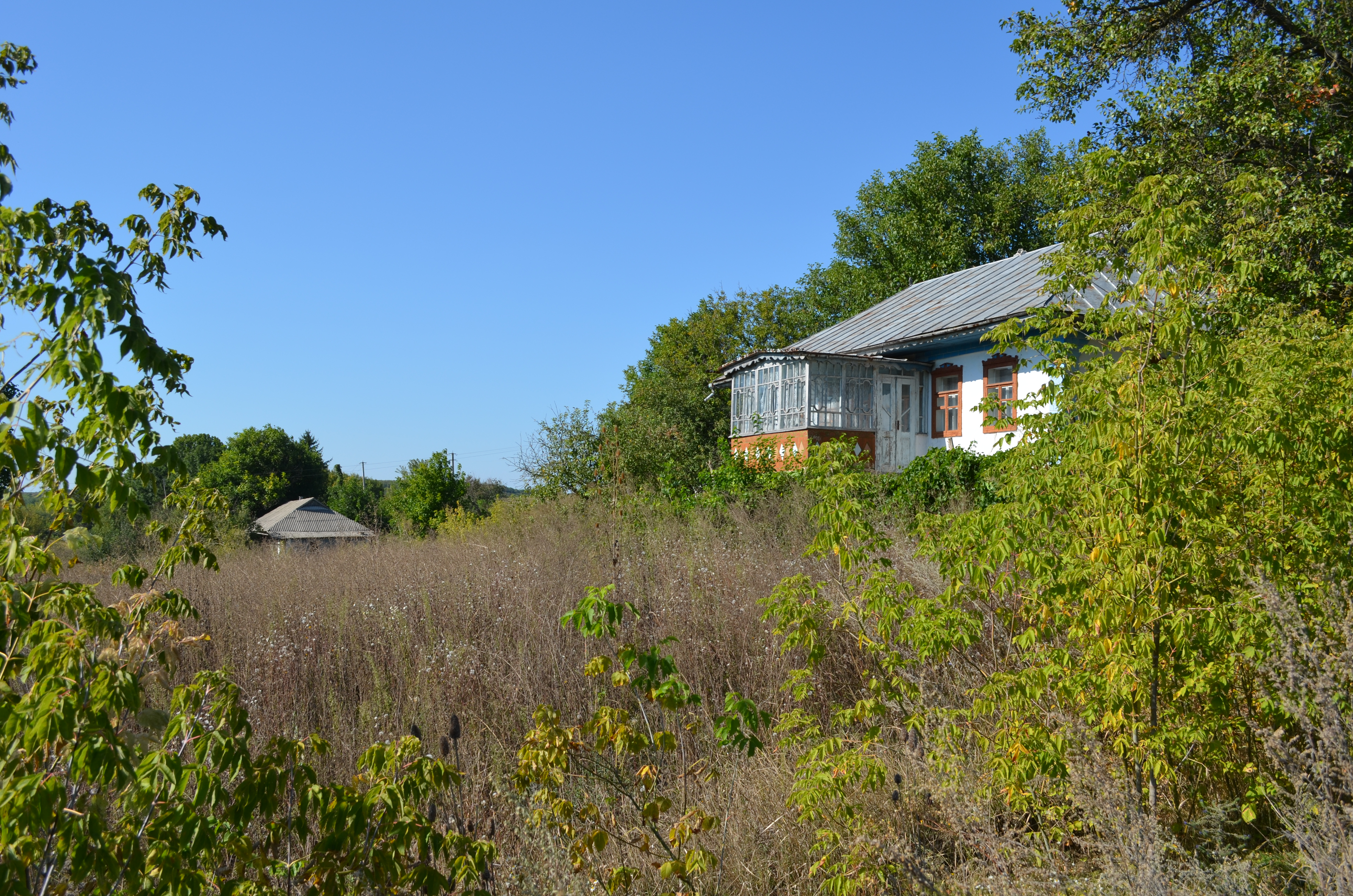
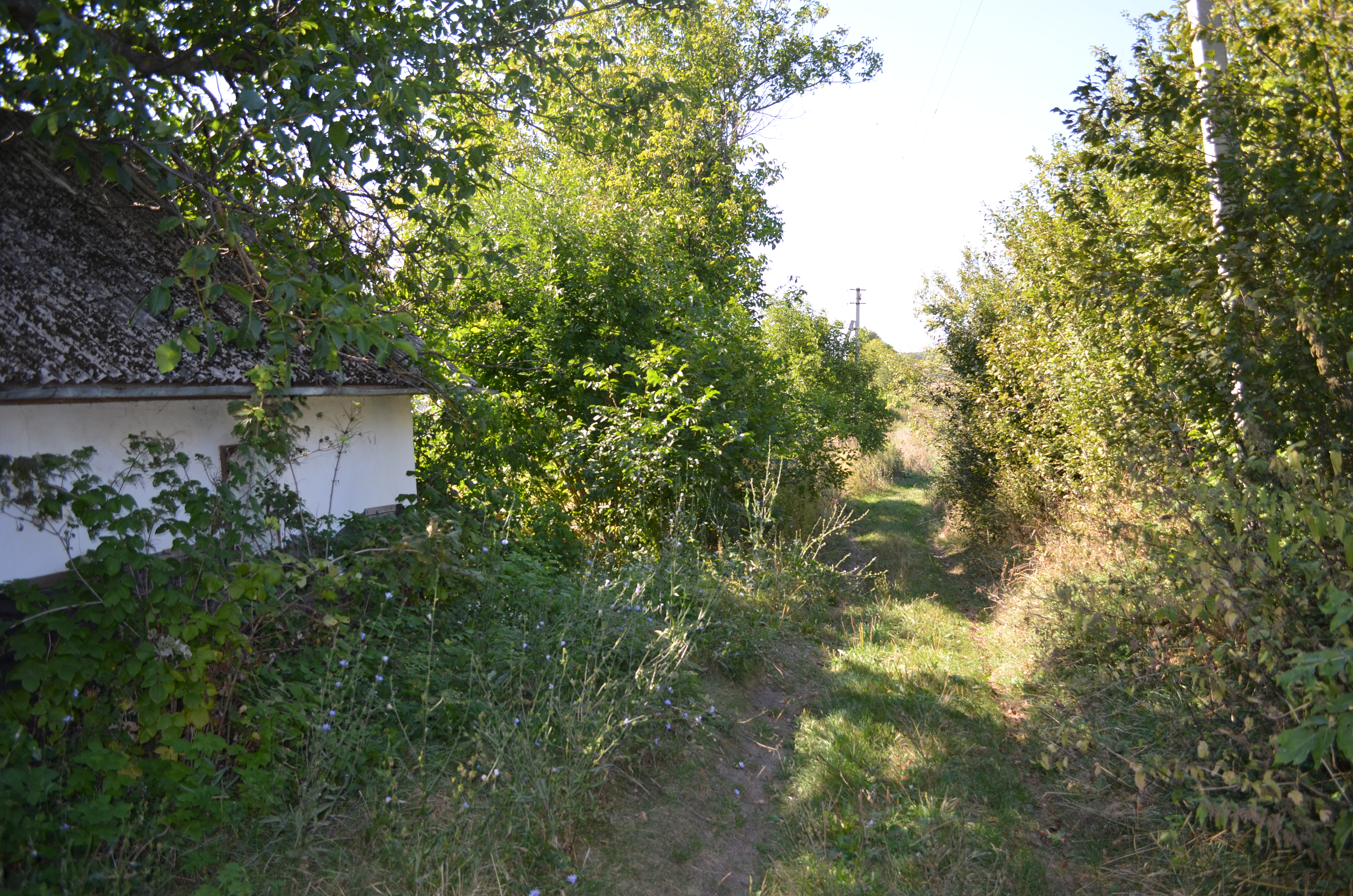
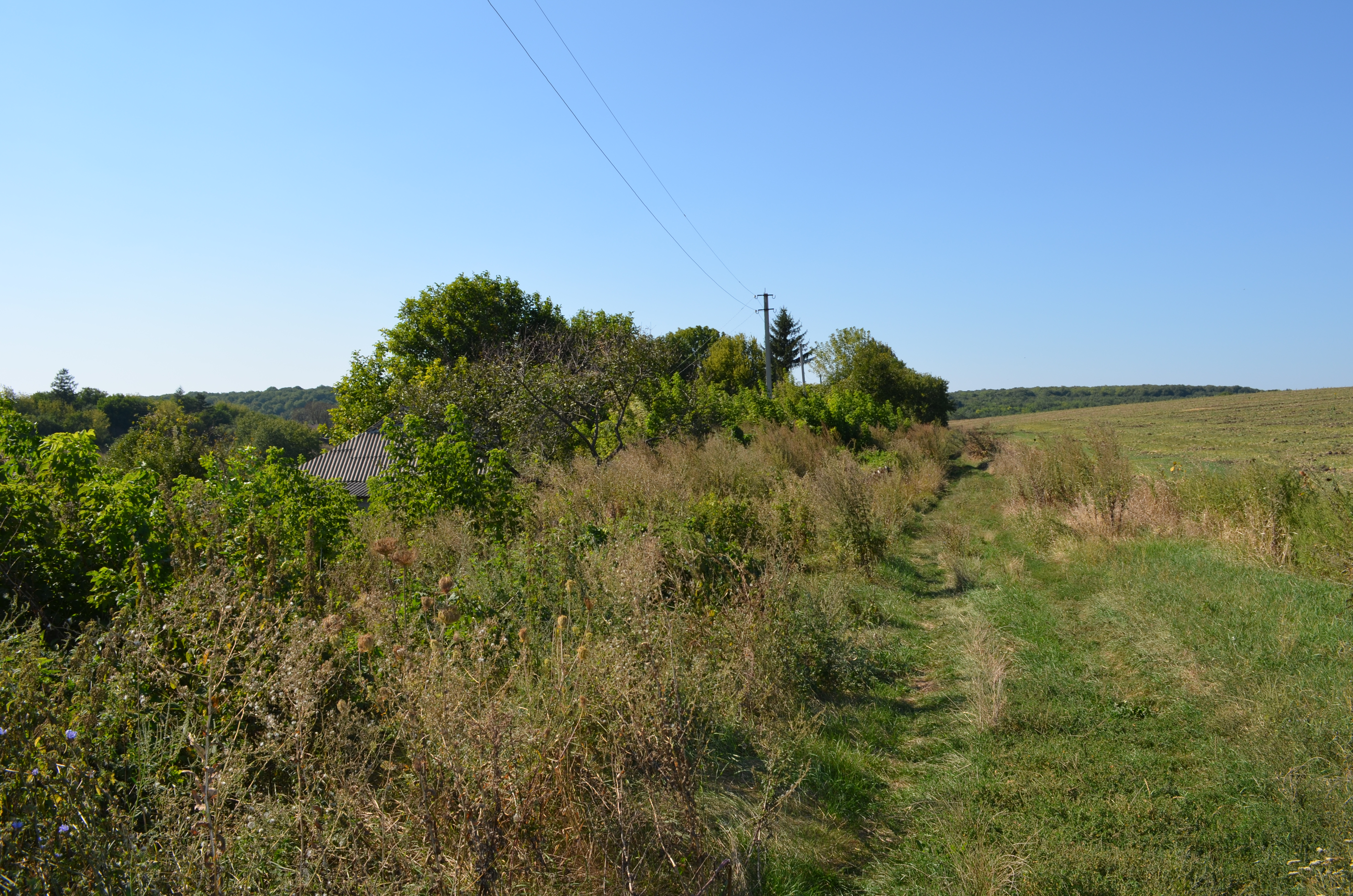
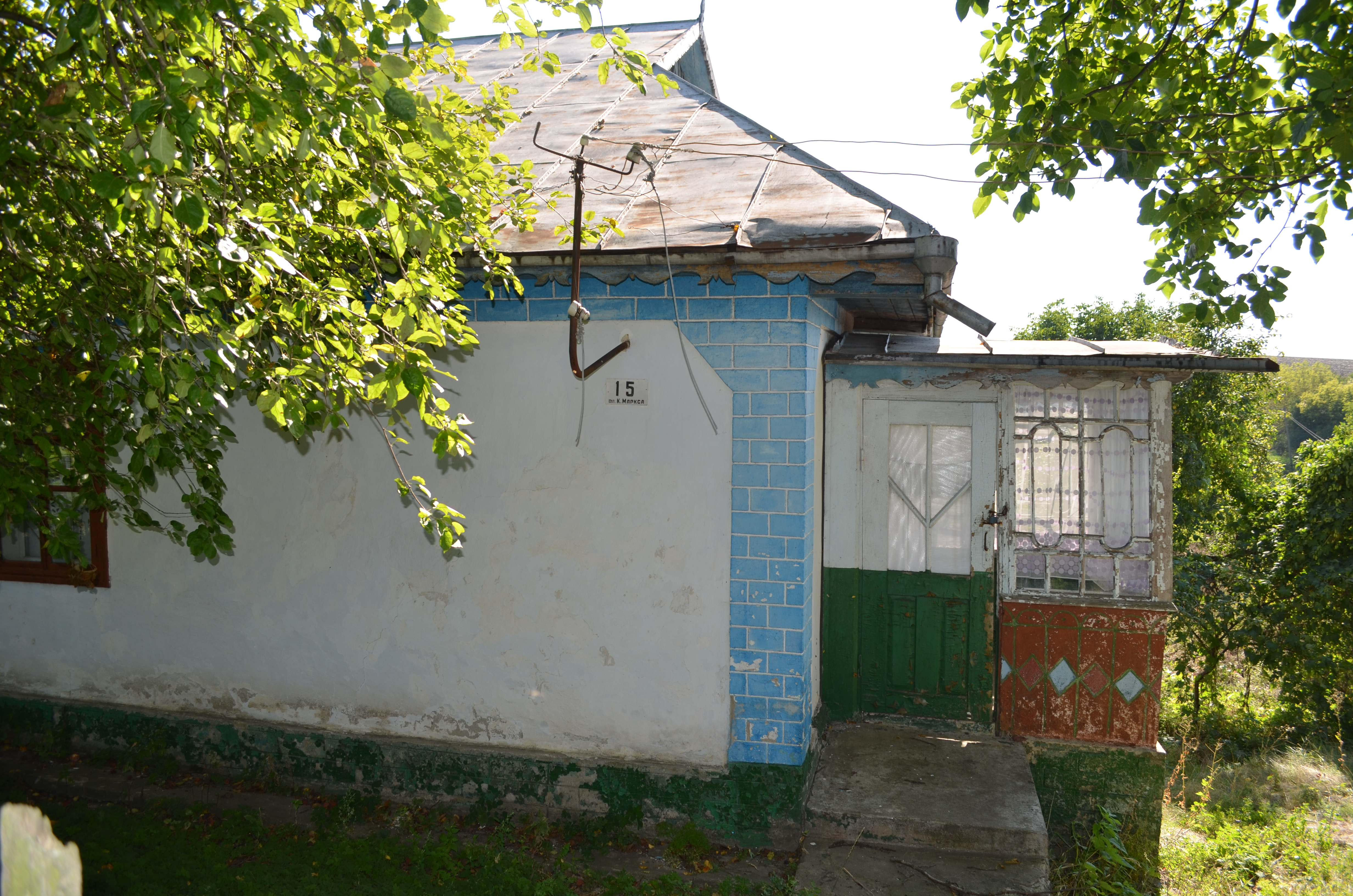